# Cleanthony Early
Cleanthony Early (Bronx, New York, 17 de abril de 1991) es un jugador profesional de baloncesto estadounidense que actualmente es agente libre. Fue un jugador de baloncesto universitario All-American que jugó en la Universidad Estatal de Wichita.

## Trayectoria deportiva

### Universidad
Early fue una estrella en la universidad comunitaria de Sullivan County Community College, donde fue dos veces Jugador del Año de la División III de la NJCAA. Después de considerar las ofertas de las principales universidades de la conferencia, firmó con Wichita State y el entrenador Gregg Marshall.
Early tuvo un impacto inmediato para los Shockers, promediando 13,9 puntos y 5,4 rebotes por partido. Fue nombrado en el Mejor Quinteto de la Missouri Valley Conference y Debutante del Año de la MVC. En la postemporada, Early llevó al equipo a la Final Four de 2013 en Atlanta. En el partido de la semifinal, los Shockers contra el finalmente campeón Louisville, Early anotó 24 puntos y atrapó 10 rebotes en la derrota por 72-68. Por sus esfuerzos fue nombrado en el mejor quinteto de la Final Four.
Al entrar en su último año como sénior, Early ganó la atención de la nación. Fue nombrado Jugador del Año de la pretemporada de la Missouri Valley Conference y fue incluido en la lista de los mejores 50 para los premios John R. Wooden y Naismith para el jugador nacional del año.
Early ayudó a dirigir el equipo de 2013-14 a un récord invicto de 34-0 para entrar al Campeonato de la NCAA, convirtiéndose en el primer equipo de la División I de Baloncesto Masculino de la NCAA en hacerlo durante dos décadas. Cleanthony hizo un esfuerzo impresionante en un intento de ayudar a avanzar a los Shockers a las semifinales de la región a la llamada ronda "Sweet 16", con 31 puntos y 7 rebotes con 12 de 17 tiros anotados. Los Shockers terminaron perdiendo de los Kentucky Wildcats por 78-76, finalizando sus esperanza de repetir la final four.

### Profesionalismo
El 26 de junio de 2014, Early fue seleccionado en el puesto número 34 del Draft de la NBA de 2014 por los New York Knicks. A principios de agosto de 2014, firmó un acuerdo con los Knicks. Tras ser cortado, firmó de nuevo el 8 de octubre de 2016, pero fue despedido antes del comienzo de la temporada.
Realizó la pretemporada de 2019 con el Atomerőmű SE de Hungría, pero fue apartado del equipo antes del comienzo oficial de la temporada.
En marzo de 2024 se incorporó al Sagesse BC de la Liga Libanesa de Baloncesto. Dejó al equipo en junio para unirse al club libio Al-Ittihad Tripoli, pero regresó en agosto al club libanés, al que, de todos modos, terminó abandonando en diciembre para sumarse fugazmente a las filas del Al Nasr Bengasi de la D1 de Libia. En enero de 2025 retornó a la Liga Libanesa de Baloncesto pero como jugador del Central Jounieh. Posteriormente permaneció en Asia jugando para equipos de Irak, Mongolia y Catar.
En mayo de 2025 se anunció que el Spartans Distrito Capital de la Superliga Profesional de Baloncesto de Venezuela tenía intención de contratarlo, pero finalmente ello no ocurrió.

## Estadísticas de su carrera en la NBA

### Temporada regular
| Año     | Equipo   | PJ | PT | MPP  | %TC  | %3P  | %TL  | RPP | APP | ROB | TPP | PPP |
| ------- | -------- | -- | -- | ---- | ---- | ---- | ---- | --- | --- | --- | --- | --- |
| 2014-15 | New York | 39 | 7  | 16.6 | .355 | .262 | .750 | 2.5 | .9  | .6  | .3  | 5.4 |
| Total   | Total    | 39 | 7  | 16.6 | .355 | .262 | .750 | 2.5 | .9  | .6  | .3  | 5.4 |

## Vida personal
Early es vegano.
El 30 de diciembre de 2015 fue asaltado en Nueva York, siendo herido de un balazo en su pierna derecha.